# Anthony Harding
Anthony Harding (30 de junho de 2000) é um saltador britânico, medalhista olímpico.

## Carreira
Harding cresceu em Ashton-under-Lyne, na Grande Manchester. Ele se juntou ao clube de mergulho da cidade de Leeds aos 10 anos e se mudou para Leeds sem sua família aos 16 anos. Ele estudou no Elliott Hudson College, antes de iniciar um curso de engenharia eletrônica no Leeds City College.
Ele participou dos Jogos Olímpicos de Verão da Juventude de 2018 em Buenos Aires, onde conquistou a medalha de prata atrás de Daniel Restrepo na prova de trampolim de 3m masculino. Após as Olimpíadas de Verão de 2020, em agosto de 2021, Harding começou a treinar junto com Jack Laugher. Eles ganharam a medalha de prata no evento de trampolim sincronizado de 3m no Campeonato Mundial de Esportes Aquáticos de 2022 em Budapeste.
Ao lado de Laugher, ele ganhou uma medalha de bronze no trampolim sincronizado de três metros nas Olimpíadas de Paris de 2024.